# Вишакхапатнам
Вишакхапа́тнам (англ. Visakhapatnam, телугу విశాఖపట్టణం), также известен как Визак — город на юго-восточном побережье Индии в штате Андхра-Прадеш, один из крупнейших портов Индии. Административный центр округа Вишакхапатнам. Третий — среди городов восточного побережья Индии (после Ченнаи и Калькутты). Находится между Восточными Гатами и побережьем Бенгальского залива.
В Вишакхапатнаме расположена военно-морская база, на которой базируется 8-я эскадра подводных лодок ВМС Индии.

## История
Вишакхапатнам входил в состав государства Калинга, покорённого в 260 году до н. э. правителем империи Мауриев Ашокой. Вплоть до начала XVI века Вишакхапатнам входил в состав королевства Уткала. Позднее город находился под управлением правителей из династии Кутб-Шахов в составе Империи Великих Моголов (1689—1724), низама Хайдарабада (1724—1757) и Франции (1757—1765), в 1765 году завоёван Британской империей.
Город назван в честь Вишакхи — второй по значимости гопи после Лалиты. По легенде Вишакха была рождена в один день с Радхой и не уступала ей в красоте. Вишакха служила посланницей между Кришной и Радхой. Местные жители верят, что король Анхры построил здесь храм в честь небесной покровительницы его семьи — Вишакхи, затопленный ныне морскими водами. Согласно другой версии, город назван в честь Вишакхи — одной из первых женщин — последовательниц учения Будды. Вишакхапатнам окружён древними буддийскими храмами, многие из которых были открыты лишь недавно и служат доказательством распространённости буддизма в этой области.

## Физико-географическая характеристика
Вишакхапатнам расположен на восточном побережье Бенгальского залива в 625 км к востоку от Хайдарабада и в 42 км к юго-западу от города Визианагарам. Находится вблизи Восточных Гат. Средняя высота над уровнем моря — 0 метров.
Город расположен в зоне тропического климата с сухой зимой и влажным летом (тропический климат саванн) согласно классификации климата Кёппена, с незначительными колебаниями температуры воздуха в течение года. Самым жарким месяцем года является май со средним максимумом — около 36 °C (97 °F), самым холодным — январь со средним дневным максимумом в 29 °C (84 °F).
Расположение города на берегу Бенгальского залива обуславливает высокую влажность воздуха в течение всего года.
| Показатель                                 | Янв. | Фев. | Март | Апр. | Май  | Июнь  | Июль  | Авг.  | Сен.  | Окт.  | Нояб. | Дек. | Год    |
| ------------------------------------------ | ---- | ---- | ---- | ---- | ---- | ----- | ----- | ----- | ----- | ----- | ----- | ---- | ------ |
| Абсолютный максимум, °C                    | 30,2 | 34,2 | 36,0 | 36,9 | 41,7 | 41,6  | 35,9  | 35,6  | 34,0  | 33,8  | 30,5  | 30,2 | 41,7   |
| Средний суточный максимум, °C              | 27,9 | 30,3 | 30,8 | 31,3 | 32,2 | 31,3  | 30,9  | 30,7  | 30,5  | 29,7  | 29,4  | 27,9 | 30,2   |
| Средний суточный минимум, °C               | 17,0 | 18,9 | 22,0 | 25,1 | 26,7 | 26,3  | 25,1  | 25,0  | 24,6  | 23,3  | 20,6  | 17,6 | 22,7   |
| Абсолютный минимум, °C                     | 10,7 | 13,2 | 14,5 | 18,7 | 19,5 | 21,0  | 21,4  | 20,8  | 20,5  | 16,4  | 13,6  | 11,8 | 10,7   |
| Норма осадков, мм                          | 21,4 | 17,7 | 17,5 | 37,6 | 77,8 | 135,6 | 164,6 | 181,2 | 224,8 | 254,3 | 95,3  | 37,9 | 1265,7 |
| Источник: Indian Meteorological Department |      |      |      |      |      |       |       |       |       |       |       |      |        |

## Население
Динамика численности населения города по годам:
| 1901   | 1921   | 1931   | 1941   | 1951    | 1961    | 1971    | 1981    | 1991    | 2001    | 2011      |
| ------ | ------ | ------ | ------ | ------- | ------- | ------- | ------- | ------- | ------- | --------- |
| 40 892 | 44 711 | 57 703 | 70 243 | 108 042 | 211 190 | 363 467 | 603 630 | 751 037 | 969,608 | 2 091 811 |

Население города по данным переписи 2011 года составляет 1 730 320 человек, из них 875 199 мужчин и 855 121 женщина. Уровень грамотности составил около 75 %, что лишь немногим выше среднего по стране показателя 74 %. Доля лиц в возрасте младше 6 лет — 9,2 %. По данным переписи 2001 года в Вишакхапатнаме проживали 982 904 человека.
Большая часть населения исповедует индуизм; имеются также мусульмане и христиане. Наиболее распространённый язык — телугу.

## Экономика
Развитие города отмечено бурным экономическим и демографическим ростом. В Вишакхапатнаме развиты такие секторы экономики как промышленность, рыбопромысловая отрасль, информационные технологии, фармацевтика, экспорт и импорт товаров морем. Росту экономики города способствуют такие факторы как наличие природной гавани, развитый железнодорожный, автомобильный и воздушный транспорт.

### Порты и рыболовство
Расположенные в городской черте порты Вишакхапатнам и Гангаварам способствуют развитию нефтяной, сталелитейной промышленности и производству удобрений. Порты города являются центрами экспорта железной руды и других полезных ископаемых, вывозимых в другие страны.
Важным сектором экономики города является рыболовство. Расположение города на берегах одной из крупнейших гаваней в стране способствует развитию рыбной промышленности и экспорту морепродуктов. Рыболовство является основным источником средств к существованию для многих семей.

### Промышленность
Развитие ферросплавных заводов в городе связано с распространённостью железных руд близ Вишакхапатнама. Алюминиевые заводы такие как Анрак Алюминиум и Джиндал Алюминиум развиваются благодаря залежам бокситов близ города. Также здесь расположен первый в Индии завод по извлечению редкоземельных элементов, принадлежащей компании Toyotsu Rare Earth India Ltd.
В Вишакхапатнаме находится одно из пяти стратегических нефтехранилищ Индии, созданных на случай возникновения чрезвычайных ситуаций. Вишакхапатнам часть зоны по развитию нефтяной, нефтехимической и химической промышленности (PCPIR). Предполагается, что развитие зоны PCPIR создаст порядка 1,2 миллиона рабочих мест.
Тепловая электростанция Симхадри Супер, принадлежащая компании NTPC Limited, вырабатывает от 1 000 до 2 000 МВт электроэнергии стоимостью 50 миллиардов рупий (835 миллионов долларов США).
В городе расположен Вишахапатнамский металлургический завод.

## Транспорт

### Автомобильный транспорт

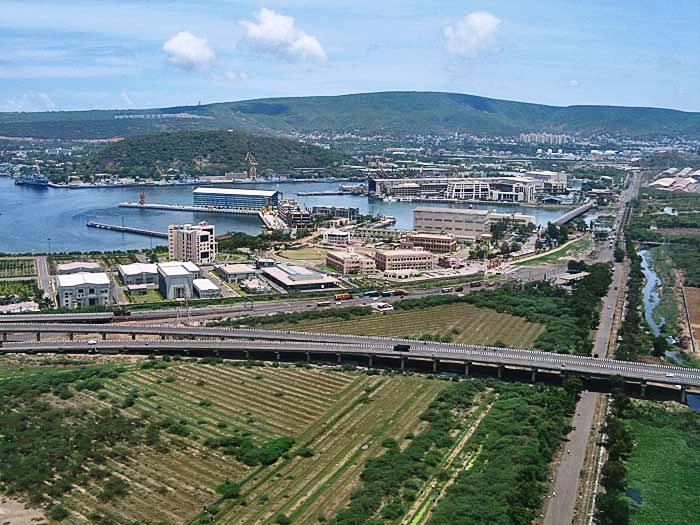
Транспортная развязка у городского порта

Национальное шоссе № 5 связывает Вишакхапатнам с Ченнаи и Калькуттой. Город имеет развитую систему автодорог.
Автобусные рейсы государственной корпорации транспорта штата Андхра-Прадеш (APSRTCS) связывают Вишакхапатнам с соседними городами, такими как Какинада, Гунтру, Виджаявада и др., а также более отдалёнными городами, такими как Ченнаи, Бангалор, Калькутта и др. Государственная корпорация транспорта штата Андхра-Прадеш (APSRTCS) также обслуживает внутригородские и пригородные маршруты общественного транспорта. В городе функционируют две системы скоростных автобусов (транспортные коридоры Пендурти и Симхачалам)

### Железнодорожный транспорт

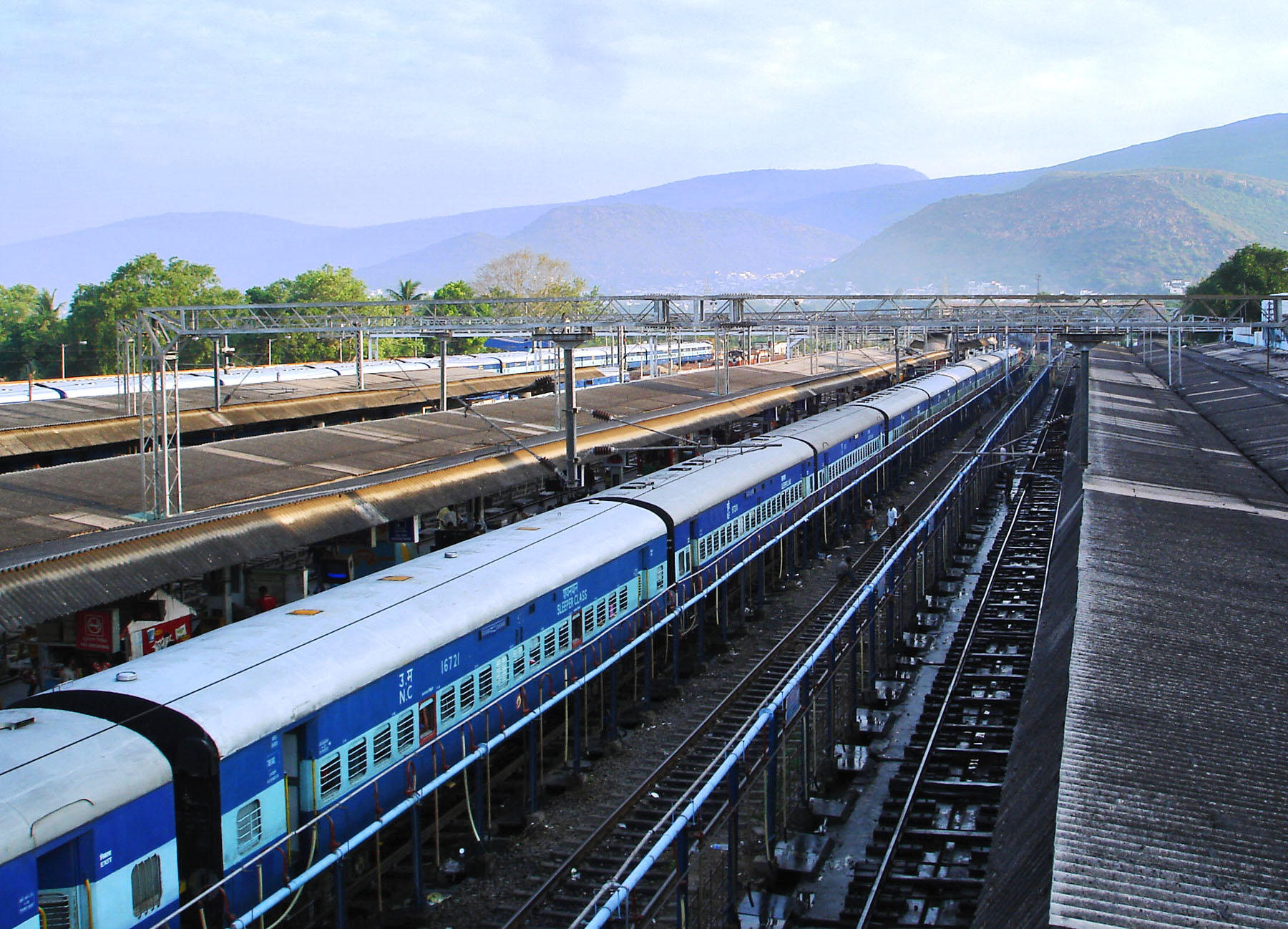
Вокзал

Вокзал Вишакхапатнама управляется железной дорогой восточного побережья Индийских железных дорог.

### Воздушный транспорт
Аэропорт Вишакхапатнама является наиболее загруженным аэропортом прибрежной части штата Андхра-Прадеш. Из него ежедневно совершаются рейсы в Дубай, Ченнаи, Дели, Мумбаи, Бангалор, Хайдарабад, Калькутту, Кочи, Райпур и Сингапур. Аэропорт Вишакхапатнама имеет разрешение на приём ночных рейсов. Новая 3-километровая взлётно-посадочная полоса позволяет принимать международные рейсы и тяжёлые самолёты. В марте 2012 года аэропорт Вишакхапатнама получил статус международного.

### Водный транспорт

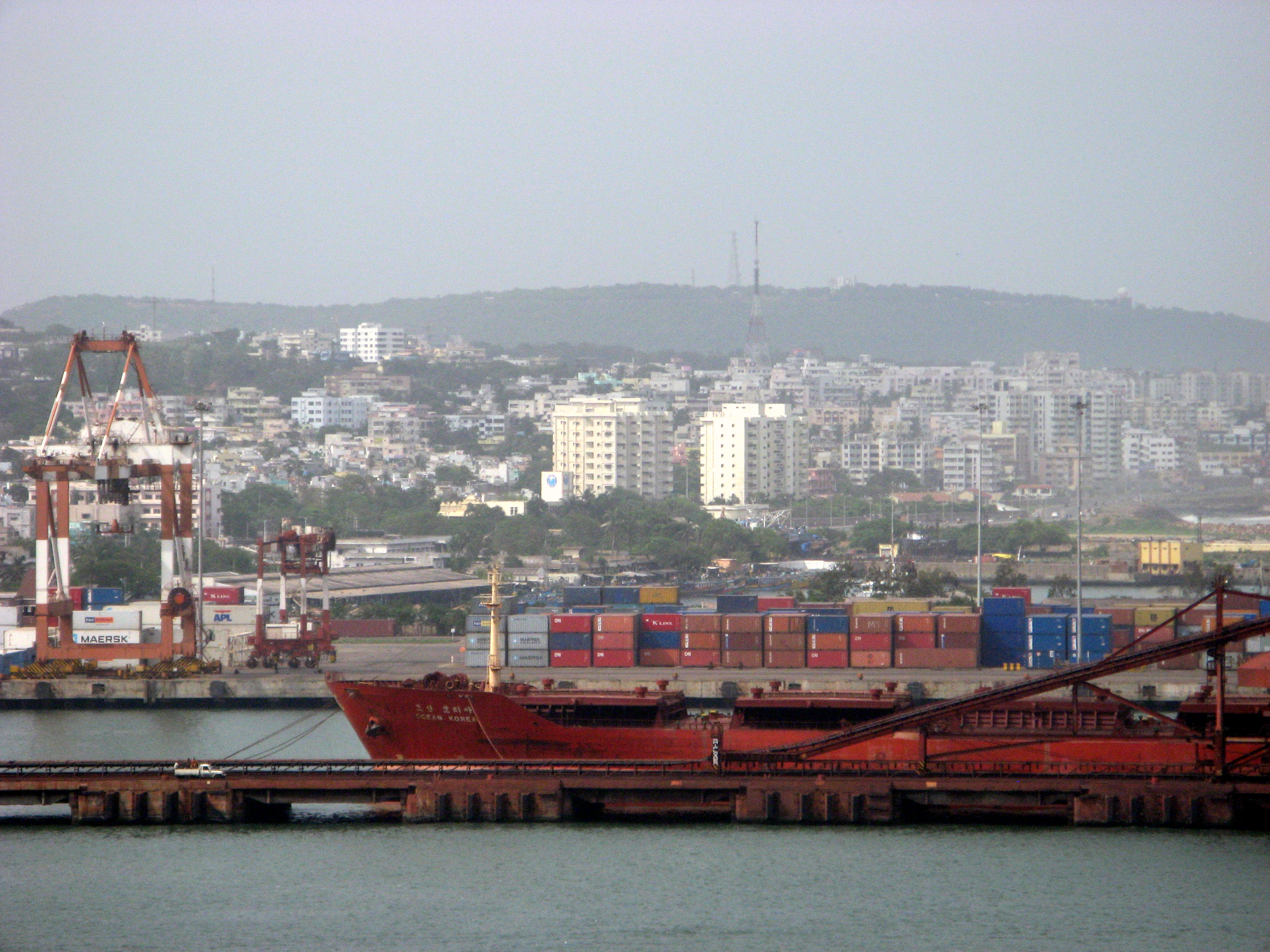
Город, с видом на морской порт

Вишакхапатнам является морскими воротами штата Андхра-Прадеш. Порт города является одним из крупнейших в стране. Также здесь расположена старейшая верфь восточного побережья. Порт Визага имеет два причала во внутренней бухте. Причал EQ-8 полностью механизирован. Порт Гангаварам является наиболее глубоководным среди индийских портов. В декабре 2010 года, компания Coal India согласилась построить новый причал в порту.

## Образование
Вишакхапатнам — образовательный центр штата Андхра-Прадеш. Здесь расположено множество начальных и средних школ и колледжей. Помимо государственных образовательных организаций, здесь действуют частные институты, миссионерские школы и колледжи.
Наиболее известные университеты города:
- Университет Андхра (AU)
- Индийский морской университет (IMU)
- Национальный институт океанологии
- Национальный университет права Дамодарама Сандживая

Индийский морской университет — центральный университет, подчиненный Правительству Индии на основании специального акта парламента (Акт 2008 года). Индийский морской университет создан в целях подготовки квалифицированных кадров для отраслей экономики, связанных с морем. В Вишакхапатнаме также расположен Национальный институт океанологии.
Университет Андхра основан в 1926 году. Президент Индии, Сарвепалли Радхакришнан, с 1931 по 1936 год был проректором университета. В Университет Андхра и связанных с ним колледжах обучаются тысячи студентов и аспирантов по разным специальностям. Фармацевтический колледж Университет — второй по дате основания фармацевтический колледж Индии.
При медицинском колледже Андхра, основанной в 1902 году, действует несколько госпиталей. Институт технологии и менеджмента Ганди (первый частный университет штата Андхра-Прадеш) и Инженерный колледж Гаятри Видая Паришада также являются крупными техническими вузами города.

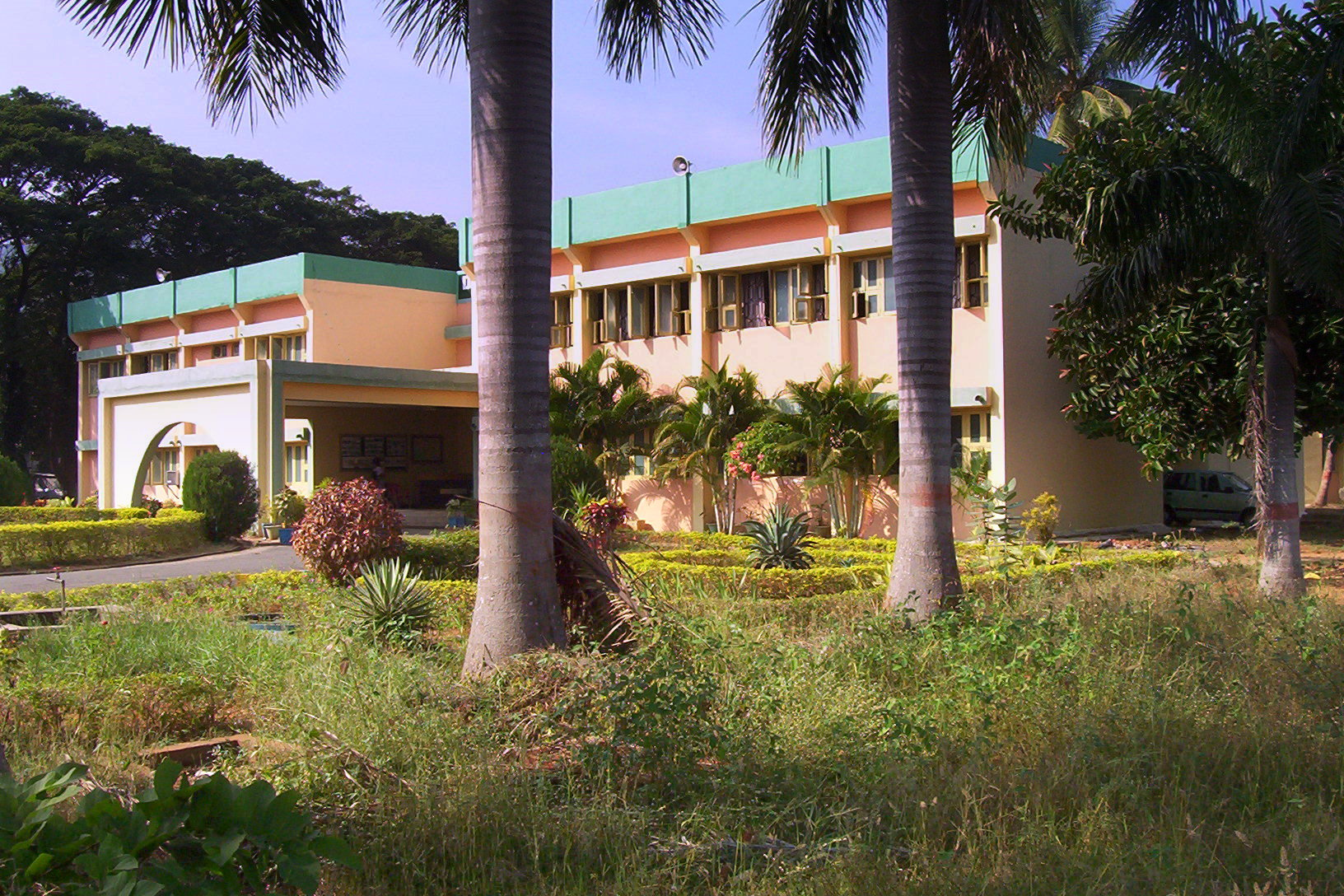
Публичная школа Дели в Визаге

Всего в Визаге действует более 50 инженерных колледжей.

## Галерея

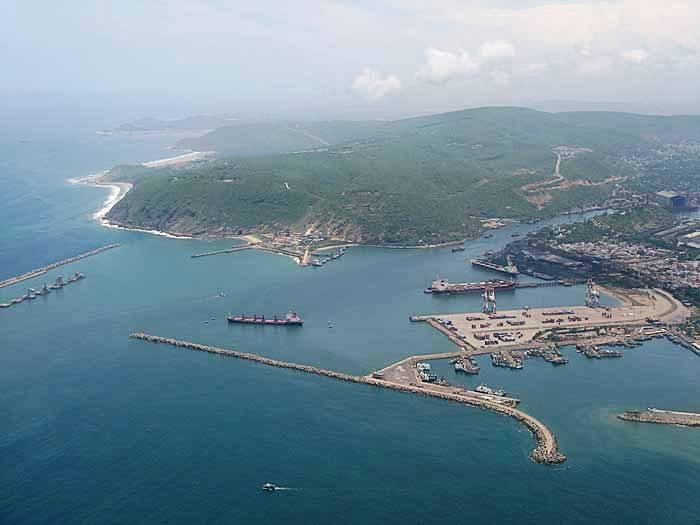
Панорама порта Вишакхапатнама
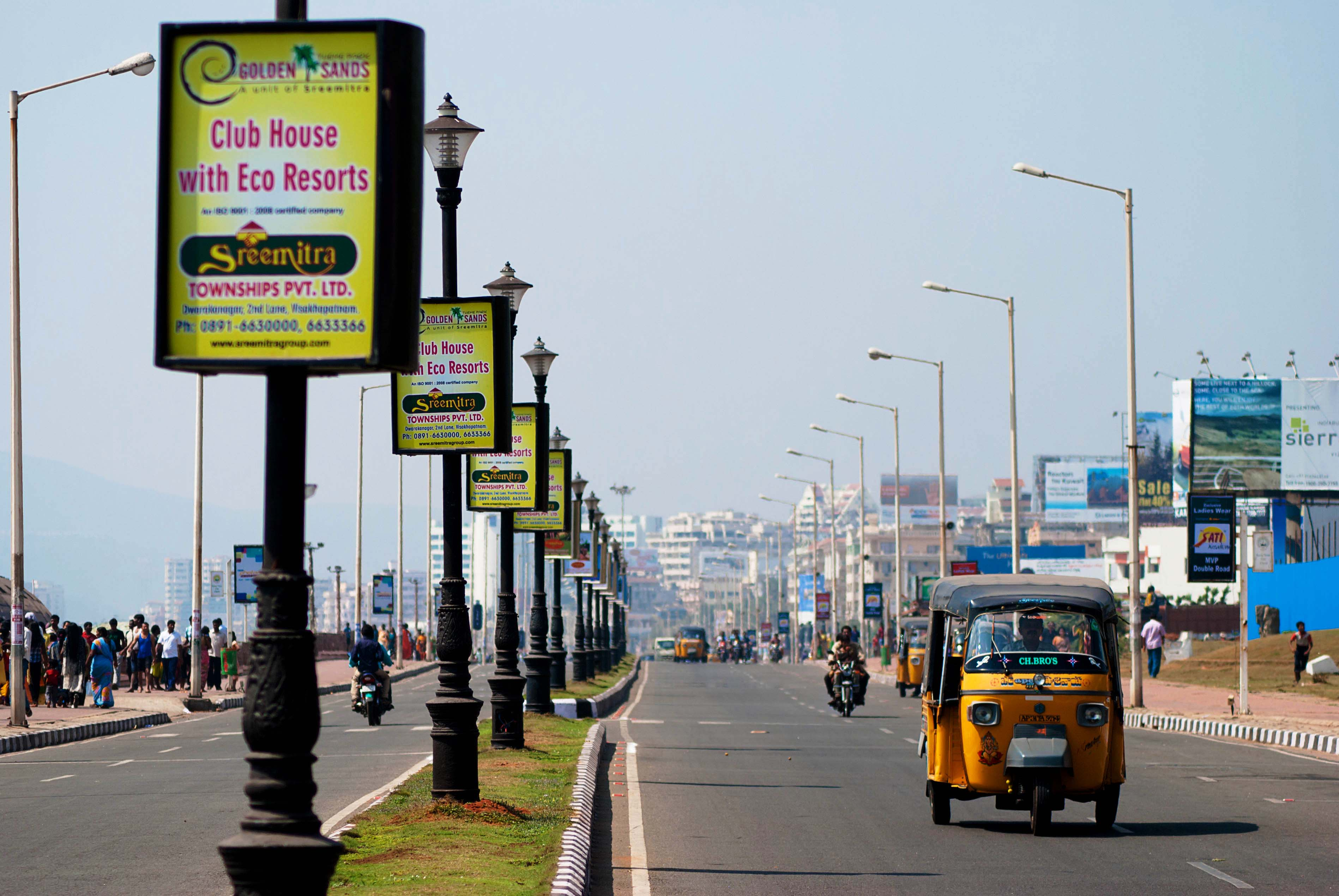
Дорога, идущая вдоль городского пляжа
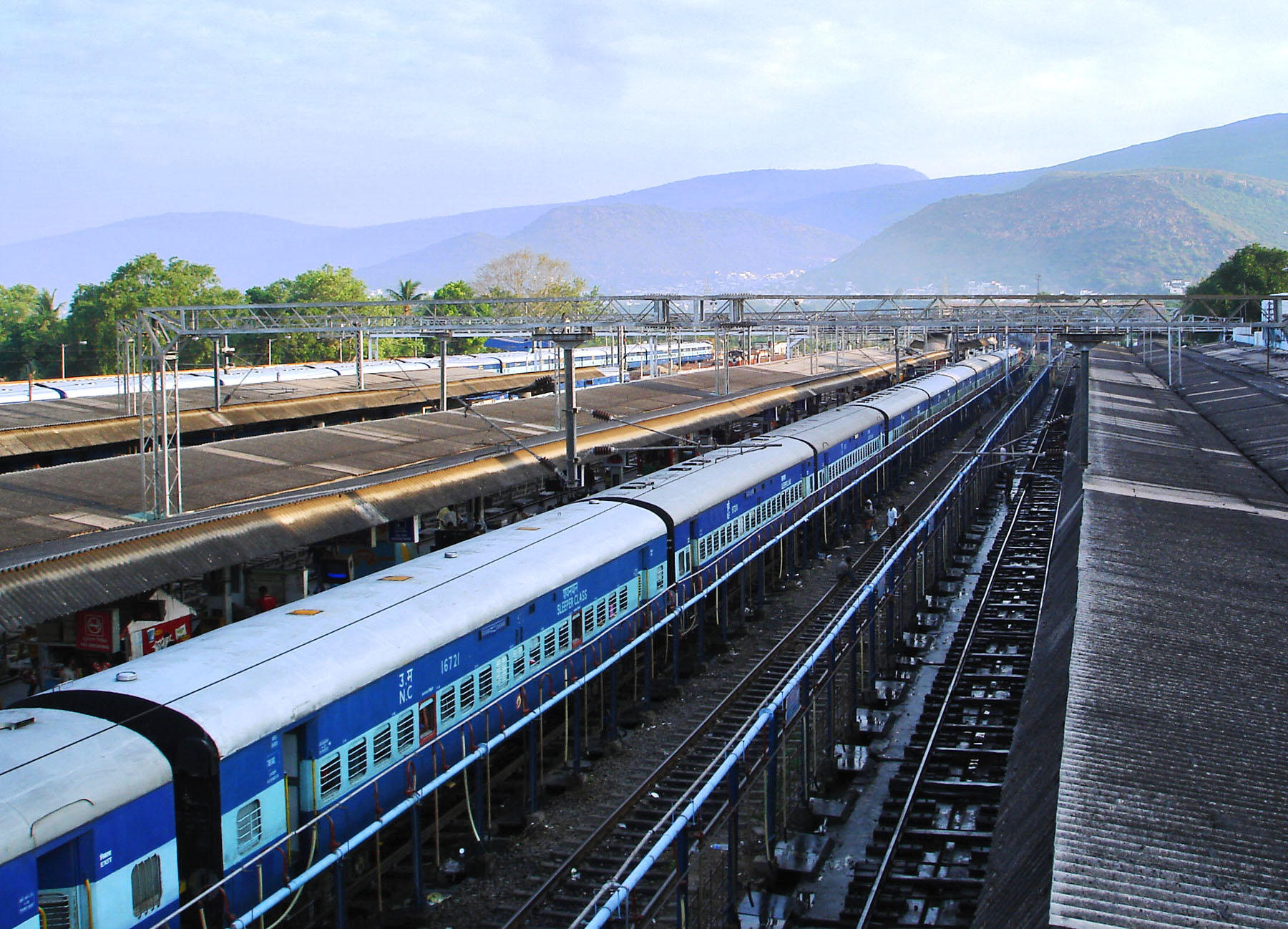
Железнодорожная станция